# Margin Call
Margin Call je americké drama, které v roce 2011 natočil režisér J. C. Chandor. Film zachycuje posledních 36 hodin před vypuknutím světové finanční krize (2008) v nejmenované newyorské investiční bance.
Ve filmu hrají Kevin Spacey, Paul Bettany, Jeremy Irons, Zachary Quinto, Simon Baker, Demi Moore a Stanley Tucci.
Film získal Oscar za nejlepší původní scénář. Scénář napsal sám režisér J. C. Chandor, když jeho otec byl investiční bankéř. Šlo o režisérův celovečerní debut.
Natáčení filmu probíhalo v létě 2010 a trvalo pouhých 17 dnů a z velké části probíhalo ve 42. patře newyorského mrakodrapu One Penn Plaza, které nedlouho předtím opustil jeden hedge fond. Jedním z producentů byl herec Zachary Quinto a jeho produkční společnost.
Rozpočet filmu činil 3,5 mil. amerických dolarů, v kinech film celosvětově utržil 19,5 mil. dolarů. Film byl zároveň uváděn přes VOD, kde utržil dalších 6 mil. dolarů.

## Příběh
Seth Bergman (Penn Badgley) a Peter Sullivan (Zachary Quinto), zaměstnanci risk management oddělení nejmenované investiční banky, sledují společně se svým nadřízeným Willem Emersonem (Paul Bettany) masivní propouštění na svém patře. Mezi propuštěnými je i jejich kolega Eric Dale (Stanley Tucci), který zrovna pracoval, podle jeho slov, na něčem „velkém“. Když odchází, přijdou se s ním Peter a Seth rozloučit. Při té příležitosti předá Eric Peterovi disk se svojí aktuální prací a poprosí ho, ať se na ní podívá a zkusí ji dokončit. Před budovou potká Eric generální ředitelku risk management oddělení, Sarah Robertsonovou (Demi Moore). Po krátké hádce Eric rozbije svůj mobil o zem a odchází.
Mezitím se Sam Rogers (Kevin Spacey), vedoucí celého patra, dozvídá, že mu umírá pes na rakovinu. I přesto má Sam motivační projev ke zbývajícím zaměstnancům. Po pracovní době odchází Seth a Will do klubu. Peter, motivovaný Samovým projevem, zůstává v práci a zkouší přijít na to, jak dokončit Ericův projekt. Nakonec se mu to podaří a zjišťuje, že současná volatilita ve firemním portfoliu MBS produktů překročila historickou volatilitu. Jelikož firma využívá masivní leverage, stačil by 25% pokles hodnoty těchto produktů a celková ztráta by byla větší než tržní kapitalizace celé společnosti. Také vypočítá, že k této situaci musí – vzhledem k tomu, jak dlouho za normálních okolností trvá, než společnost prodá tento produkt – nevyhnutelně dojít. Poté Peter informuje Setha a Willa.
Will brzy pochopí závažnost celé situace a kontaktuje Sama, který je zrovna na cestě od veterináře. Sam se nejprve snaží spojit s Ericem, ale ten už nemá firemní mobil. Poté Sam kontaktuje Jareda Cohena (Simon Baker), svého nadřízeného. Jared svolá meeting, kde je kromě Sama, Willa a Setha i Sarah Robertsonová. Sarah potvrdí správnost Peterových výpočtů a Jared se Samem začnou diskutovat o řešení situace. Jared navrhuje okamžitě prodat všechny toxické MBS produkty, což Sam považuje za nepřijatelné, protože by to spustilo prodejní lavinu a následně kolaps daného trhu. Jared nakonec zavolá CEO Johnu Tuldovi (Jeremy Irons).
Tuld se rozhodne pro okamžitý prodej veškerých MBS produktů a to i přes Samovo varování, že vědomé prodávání takto bezcenných aktiv zničí důvěryhodnost celé společnosti. Tuld poté navštíví Sarah v kanceláři a oznámí jí, že musí představenstvu předhodit zodpovědného člověka za tuto situaci a že tím obětním beránkem bude ona. Z následného rozhovoru vyjde najevo, že jak Tuld, tak Sarah a Jared věděli celou dobu co se stane, ale nic s tím nedělali. Poté Tuld a Jared přesvědčí Sama a Willa, aby spolupracovali. Seth a Will také dostanou za úkol přivést zpátky Erica, který by mohl informovat jiné banky o jejich záměru. Ti po dlouhém hledání nakonec Erica najdou. Ten je ale zprvu neoblomný a odmítá se vrátit. Poté je mu dáno ultimátum – buď se vrátí a ještě dostane zaplaceno, a nebo se nevrátí a firma mu nevyplatí odchodné. Eric se nakonec pragmaticky rozhodne pro první možnost. Na cestě zpět Will oznámí Sethovi, že bude skoro jistě propuštěn.
Ráno Sam oznámí zaměstnancům na patře záměr společnosti – prodat všechna toxická aktiva. Zároveň je upozorní, že tímto de facto zničí svojí kariéru, jelikož jejich klienti s nimi pravděpodobně ukončí obchodní vztahy. Jako náplast nabízí, že pokud prodají 93 % všech MBS aktiv, dostanou bonus 1,4 milionu dolarů. Pokud celé patro prodá 93 % MBS aktiv, dostane každý ještě 1,3 milionu dolarů navíc. V následující scéně je slyšet Willův hlas, jak se snaží po telefonu prodávat svůj podíl – nejprve bez problémů, ale s ubíhajícím časem jsou jeho klienti stále více podezíraví a Will je nucen prodávat výrazně pod cenou (ve finální části už ztráta z jednoho obchodu činí přes sto milionů dolarů). Během výprodeje sedí Sarah a Eric v kanceláři, oba už bez práce, a probírají budoucnost.
Po skončení výprodeje přichází Jared za Samem a sdělí mu, že se bude opět propouštět. Sam nevydrží a jde za Tuldem s nabídkou své rezignace. Tuld ovšem nabídku odmítá a říká Samovi, že tohle je pouze další část ekonomického cyklu a v nadcházející krizi bude nesčetně příležitostí jak vydělat peníze. Sam si nakonec uvědomí, že peníze potřebuje, a rezignaci nepodá. Mezitím přijde do místnosti Jared a Peter. Tuld oznámí Samovi, že Peter bude povýšen. Osud Setha a Willa je neznámý.
Ve finální scéně kope Sam hrob pro svého psa na pozemku své bývalé ženy. Ta k němu přijde a vysvětlí mu, že už tady nebydlí. Zmíní se i o tom, že jejich syn, jenž také pracuje na Wall Street, se má dobře, i když ho dnešní panika na trhu zasáhla. Sam kope dál, film končí a titulky doprovází pouze zvuk kopání.

## Obsazení
| Kevin Spacey                 | Sam Rogers      |
| Paul Bettany                 | Will Emerson    |
| Jeremy Irons                 | John Tuld       |
| Zachary Quinto               | Peter Sullivan  |
| Penn Badgley                 | Seth Bregman    |
| Simon Baker                  | Jared Cohen     |
| Stanley Tucci                | Eric Dale       |
| Demi Moore                   | Sarah Robertson |
| Aasif Mandvi                 | Ramesh Shah     |
| Mary McDonnell               | Mary Rogers     |
| Ashley Churchill Williamsová | Heather Burke   |
| Susan Blackwell              | Lauren Bratberg |
| Al Sapienza                  | Louis Carmelo   |

## Kritika
Film byl přijat veskrze pozitivně. Získal hodnocení 87 % na Rotten Tomatoes, 71 % na ČSFD a 71 % na IMDb. Kritika ocenila hlavně herecké výkony, výběr prostředí a dialogy.